# Myotis auriculus
Myotis auriculus е вид бозайник от семейство Гладконоси прилепи (Vespertilionidae).

## Разпространение
Видът е разпространен в Гватемала, Мексико (Веракрус и Халиско) и САЩ (Аризона и Ню Мексико).